# Trine Bråthen
Trine Bråthen (født 5. november 1987) er en norsk håndboldspiller som spiller for Gjerpen Håndball. Hun har spillet tre kampe og scoret fem mål for norges ungdomshåndboldlandshold

## Klubber
- Sørumsand IF
- Kongsvinger IL
- Gjerpen Håndball